# محمد قهوه‌ای
محمد قهوه‌ای (۱۳۲۰–۱۳۸۷) فوق لیسانس معماری از دانشکده هنرهای زیبای دانشگاه تهران فارغ‌التحصیل سال ۱۳۴۸ است. وی فعالیت حرفه‌ای را از سال ۱۳۴۴ آغاز کرد. وی تأثیرات ژرفی در شهر زادگاهش همدان گذاشت. مدرسه آمنه، دبیرستان حجازی و صدها بنای مسکونی در شهر همدان از یادگارهای او هستند. او مدرس معماری در دانشگاه آزاد همدان بود و شاگردانی درخور را به معماری ایران تقدیم کرد.

مهندس محمد قهوه‌ای در حالی به سال ۱۳۸۷ دار فانی را وداع گفت که با حضوری بالغ بر ۴۰ سال در عرصه معماری در شهر همدان، ده‌ها اثر کم‌نظیر در این شهر از او به یادگار مانده است؛ وی غالباً به عنوان معماری که توانست هویتی متعالی را در آثار خود با ترکیب نگاه اصیل ایرانی و نیز نوگرایی معماری روز جهان رقم زند یاد می‌شود: 
"معماری گذشته بخشی از وجود ماست؛ نمی‌توانیم انکارش کنیم. من تقلید از معماری قدیم را نادرست می‌دانم، ولی برداشت مبتکرانه از آن درست است، کما اینکه بسیاری از معماران مشهور جهان از قوس و بالکن ایرانی استفاده کرده‌اند. همین امروز هم که می‌خواهم طرحی تهیه کنم، چند کتاب معماری ایرانی را ورق می‌زنم و ایده می‌گیرم…".
طی مراسم بزرگداشت وی به سال ۱۳۸۸، اعلام شد در جهت تقدیر از وی دانشکده هنر و معماری دانشگاه آزاد اسلامی که خود از اساتید آن بود، با تأیید ریاست این دانشگاه، به نام وی نامگذاری شد. همچنین قرار است به زودی خیابانی نیز در همدان به نام محمد قهوه‌ای نامگذاری شود. زندگی حرفه‌ای قهوه‌ای الگویی بی نظیر در توان یک معمار در تأثیر گذاری بر رویکرد متعالی در معماری یک شهر است.